# Keiko Fuji
Keiko Fuji (藤 圭子, Fuji Keiko), née Junko Abe (阿部 純子, Abe Junko) le 5 juillet 1951 au Japon dans la préfecture d'Iwate et morte le 22 août 2013 à 62 ans à Shinjuku (Tokyo), est une actrice et chanteuse d'enka des années 1970. Plutôt connue depuis sous son nom de femme mariée, Junko Utada (宇多田 純子, Utada Junko), elle est notamment la mère de la chanteuse Hikaru Utada.

## Biographie
Keiko Fuji connait le succès au japon dès ses débuts en 1969 : son premier album reste vingt semaines au sommet des charts Oricon début 1970, un record en soi augmenté par le fait que c'est son propre deuxième album qui lui succède à la première place pendant dix-sept autres semaines.
Après avoir sorti de nombreux albums et singles, elle se retire en 1979 quand elle épouse le chanteur Kiyoshi Maekawa. Elle en divorce peu après, et émigre aux États-Unis, où elle épouse le producteur de musique japonais Teruzane Utada, dont elle divorcera à sept reprises. Ils ont une fille ensemble en 1983, Hikaru Utada. Tous trois forment un groupe familial, U3, qui sort un album en 1993, Star, écrit, composé et chanté par elle-même. Elle sort deux singles en duo avec sa fille (alias « Cubic U ») dans la deuxième moitié des années 1990, avant que celle-ci ne rencontre à son tour le succès en solo.
Junko Utada fait la une des médias japonais en 2006 quand elle est arrêtée à l'aéroport de New York en possession de 400 000 $ en liquide : devant ses explications évasives et confuses, les services gouvernementaux américains lui confisque la somme, soupçonnant une tentative de fraude ou un trafic de drogue, sans que l'ex-chanteuse ne soit poursuivie dans l'immédiat. L'argent lui est rendu trois ans plus tard quand l'affaire est finalement classée sans suites faute de preuves.
Le 22 août 2013, les médias annoncent que son corps a été retrouvé sans vie dans la matinée après une chute depuis la fenêtre de son appartement situé au treizième étage d'un immeuble de Shinjuku à Tokyo ; aucune trace de lutte ni lettre d'adieu n'ont été trouvées sur place, et les enquêteurs envisageraient la possibilité d'un suicide,,

## Discographie

### Singles
- Shinjuku no Onna / Inochi Giri-giri  (25 septembre 1969)
- Onna no Blues/ Anata Maka se no Blues (5 février 1970, numéro 1 d'Oricon)
- Keiko no Yume wa Yoru Hiraku / Tokyo Nagare Mono  (25 avril 1970, numéro 1 d'Oricon)
- Inochi Azukemasu / Néon Mati no Onna  (25 juillet 1970)
- Onna wa Koi ni Ikiteiku / Sakariba Kazoe Uta  (25 octobre 1970)
- Sai Hate no Onna / Tokyo Hana Monogatari  (5 février 1971)
- Koi Jingi / Namida Hito Sizuku  (5 mai 1971)
- Michinoku Kouta / Aizu Bandaisan   (chanson folklorique) (5 juin 1971)
- Ai no Junrei / Keiko no Sandogasa  (5 juillet 1971)
- Shiranai Machi de / Abasiri Bangaiti  (Keiko no Abasiri Bangaiti) (25 octobre 1971)
- Kyōto kara Hakata made / Mati no Ko (25 janvier 1972)
- Wakare no Tabi / Aibetu  (25 mai 1972)
- Hana wa Nagarete / Yuukyou no Hito  (25 septembre 1972)
- Kanashimi no Machi / Siro i Sakamiti ga Mi eru Mado  (5 décembre 1972)
- Ashita kara Watashi wa / Waka re Miti  (25 mars 1973)
- Hana Kouta / Sin Tokyo Kouta  (juillet 1973)
- Henreki / Ai no Kodoku  (25 août 1973)
- Koi no Yuki wa Risō / Goyou Kiba  (5 novembre 1973)
- Kyoto Blues / Onna no Zinsei (5 avril 1974)
- Hi no kuni Kouta/ Hagi no Onna  (juin 1974)
- Watashi wa Kyōto e Kaerimasu / Ame no Sendai  (5 juillet 1974)
- Inochi Bi / Yoru no Blues  (25 août 1974)
- Anata no Uwasa / Ginza no Okei tyan (Janvier 1975)
- Ikiteru Dake No Onna / Sasurai Bana  (25 avril 1975)
- Sasurai / Huuko 24 Husiawase (septembre 1975)
- Hashigo zake / Uramati Nagareuta  (5 novembre 1975)
- Onna dakara / Anata wa mou Tanin  (25 avril 1976)
- Kiite Kudasai Watashi no Jinsei / Usugesyou  (25 août 1976)
- Aishū Sakaba  / Anata he no Miren (5 février 1977)
- Anata Hitosuji / Shinjuku Elegy  (25 juin 1977)
- Omokage Heiya / Keiko no Don-den Busi   (5 novembre 1977)
- Ginza Nagare-uta / Neko to Onna (mai 1978)
- Yoi-yoi Sakaba / Onna Mozi (octobre 1978)
- Kita no Minatmati / Wakuraba no Yado  (mars 1979)
- Kawaii Onna / Aka Tyoutin Blues(octobre 1979)
- Hotaru bi / Koi Gurui  (octobre 1981)
- Aitsu ga Warui / Aitu ga Warui (karaoké) (1984)
- Chōyo hanayo to / Sake no Eki (octobre 1984)
- Tokyo Meiro / Tokyo meiro (karaoké) (juin 1986)
- Shinjuku Banka / Kitaguni Nagare Tabi  (25 février 1987)
- Tabiji / Gunma Bosyoku  (25 mars 1988)
- Shinchi no Ame avec Sanshi Katsura / Naniwa no Onna  (25 février 1989)
- Sake ni You Hodo / Sake ni you Hodo (karaoké) /Konyaku Kaisyou/Konyaku Kaisyou (karaoké)  (21 avril 1994)
- Tengoku / Tengoku (karaoké)/ Kensin/Kensin (karaoké)
- Tsumetai Tsuki - Nakanaide - avec Cubic U / Tsumetai Tsuki - Nakanaide - (karaoké)/Golden ERA/Golden ERA (karaoké)   (9 septembre 1996)
- Sennen no Kagaribi / Sennen no Kagaribi (karaoké) / MY FRIENDS - Syun Ka Syuu Tou( meguru kisetu)- / MY FRIENDS　 (karaoké)  (23 octobre 1996)
- Golden ERA avec cubic U/ Golden ERA (karaoké) (5 mai 1999)
- Otoko to onna / Otoko to Onna (karaoké) /  Da i te/Da i te (karaoké) (22 octobre 1997)
- Oyako bune / Koi si te Haha wa   (13 février 2014)

### LPs
- Shinjuku no Onna / -Enka no Hoshi- Fuji Keiko no Subete  (5 mars 1970) Oricon 1re place pour la 20e semaine consécutive. Avril 2013 Publication du CD.
- Onna no Blues  (5 juillet 1970)  Oricon 1re place Acquise pendant 17 semaines consécutives. Avril 2013 Publication du CD.
- Enka no Kyouen, Kiyoshi to Keiko[6] (décembre 1970)  Oricon s'est classe au premier rang pendant cinq semaines consécutives.
- Utai Tugarete 25 Nen Fuji Keiko Enka wo Utau  (5 décembre 1970)  23 octobre 1970 Salle publique de Shibuya Live. Deuxième prix pour Oricon.
- Saihate no Onna  (5 mars 1971)  Novembre 2013 Publication du CD.
- Keiko no Jinsei Gekijo  (5 juillet 1971)
- Recital Fuji Keiko  (5 octobre 1971)  5 juillet 1971 Sankei Hall Live
- Keiko no Warabeuta  (25 décembre 1971)
- Shiranai Machi de (25 décembre 1971)  Novembre 2013 Publication du CD.
- Fuji Keiko On Stage  (25 mai 1972)
- Wakare no Tabi  (25 juin 1972)  février 2014 Publication du CD.
- Original ・ Golden ・ Hit Collection (5 août 1972)
- Toku he Ikitai / -Enka no Tabi-  (5 décembre 1972)
- Kanashimi no machi (février 1973)
- Enka no Tabi, Hibotan Bakuto (juin 1973)
- Henreki/Asukara Watashiwha (septembre 1973)
- Enka Zensyu  (5 décembre 1973)
- Onna no Blues / Fuj Keiko Blues wo Utau (février 1974)
- Kyoto Blues (avril 1974)
- Yoru to Anataga (juillet 1974)
- Keiko no Nippon Hitori Aruki (septembre 1974)
- fuji keiko enka no sekai (octobre 1974)
- Inochi Bi (octobre 1974)
- Anata no Uwasa (mars 1975)
- Ikiteru Dake no Onna (juin 1975)
- onna dakara (juin 1976)
- Kiitekudasai Watashi no Jinsei / mes debuts Commemoration du 7e anniversaire Recital Fuji Keiko  (5 novembre 1976)  24 septembre 1976 Theatre Shinjuku Koma Live
- Nangoku Tosa wo Atonishite (décembre 1976)
- Meiji Ichidai Onna (décembre 1976)
- Hibotan Bakuto (décembre 1976)
- Kiri no Mashu-ko (décembre 1976)
- Onna no Iji (décembre 1976)
- Kuroi Hanabira (décembre 1976)
- Aishu Sakaba (Avril 1977)
- Anata Hitosuji (juillet 1977)
- Omokage Heiya (décembre 1977) - février 2014 Publication du CD.
- Big Show Enka ・Rrokyoku・Onna no Namida (mai 1978)  26 février 1978 NHK Big Show Live
- Kayo Gekijo  (20 décembre 1978)
- 10e anniversaire -Ruisho! Fuj Keiko- (mai 1979)
- Sayonara Fuji Keiko  (21 février 1980)  26 décembre 1979 Theatre Shinjuku Koma Sayonara Performance Live
- Hotarubi -migi・hidari- (novembre 1981)
- Choyo hanayo to (novembre 1984)

### CDs
- STAR  (17 septembre 1993)
- Fuji Keiko Densetsu no Meikyoku  (21 octobre 1999)
- Kiite Kudasai Watashi No Jinsei ~ Fuji keiko Collection  (vente par correspondance le 20 décembre 2000)
- Fuji Keiko Complète Singles Collection- 15 Nenn no Kiseki (vente par correspondance le 21 sept. 2005)
- GOLDEN ☆ BEST Fujiko  (26 octobre 2005)
- Fuji Keiko En(艶)-En(怨)-Enka(演歌) (vente par correspondance le 1er novembre 2010)
- GOLDEN ☆ BEST Hit & Cover Collection Enka(艶歌) to Enka(縁歌) Fuji Keiko  (8 décembre 2010)
- Shinjuku no Onna  (10 avril 2013)
- Onna no Blues  (10 avril 2013)
- Saihate no Onna  (27 novembre 2013)
- Shiranai Machi de  (27 novembre 2013)
- Wakare no Tabi  (26 février 2014)
- Omokage Heiya  (26 février 2014)
- Fuji Keiko Gekijō (vente par correspondance le 19 octobre 2016)

## Filmographie
- 1970 : Sakariba Nagashi-uta Shinjuku no Onna (盛り場流し唄　新宿の女?)
- 1970 : Zubekō Banchō Yume wa Yoru Hiraku (ずべ公番長 夢は夜ひらく?)
- 1970 : Namida no Nagashi-uta Inochi Azukemasu (涙の流し唄 命預けます?)
- 1970 : Joshi Gakuen Yabai Sotsugyō (女子学園 やばい卒業?)
- 1971 : Fuji Keiko waga Uta no aru Kagiri (藤圭子 わが歌のある限り?)